# Teinsaari
Teinsaari är en ö i Finland. Den ligger i sjön Hiidenvesi och i kommunen Lojo i den ekonomiska regionen  Helsingfors  och landskapet Nyland, i den södra delen av landet, 50 km nordväst om huvudstaden Helsingfors. Öns area är 6,1 hektar och dess största längd är 450 meter i sydöst-nordvästlig riktning.